# Бебенин, Сергей Михайлович
Серге́й Миха́йлович Бебе́нин (род. 22 октября 1951, Кильмезь, Кировская область) — российский государственный и политический деятель Ленинградской области. Председатель Законодательного собрания Ленинградской области с 20 июня 2012 года. 
Секретарь Ленинградского областного регионального отделения партии «Единая Россия» (22 августа 2013 — 3 декабря 2021).

## Биография
Трудовую деятельность начал в 1968 году учеником токаря Яранского механического завода. В 1971—1972 гг. — станочник 2 разряда Яранского строительно-монтажного управления треста «Кировгражданстрой».
1972—1974 гг. — служба в рядах Советской Армии (Хабаровский край).
В 1977 году окончил Горьковский институт инженеров водного транспорта. В 1977—1986 гг. работал в Подпорожском, Вытегорском портах, прошел путь от диспетчера до начальника порта. В 1986—1993 гг. работал в органах исполнительной власти, партийных органах города Подпорожье: председатель исполкома городского Совета народных депутатов, первый секретарь Подпорожского ГК КПСС, председатель городского Совета народных депутатов.
В 1990 году окончил Ленинградскую высшую партийную школу.
В 1993—2001 гг. — генеральный директор АООТ «Региональное страховое общество».
В 2001—2002 гг. — заместитель генерального директора ОАО «Ленстрой-реконструкция».
В 2002—2005 гг. — советник президента ООО «Промышленно-строительная группа ЛСР». 2005—2007 гг. — генеральный директор ФГУП, затем ОАО «Мурманский морской рыбный порт».
С марта 2007 года по декабрь 2011 года — депутат Законодательного собрания Ленинградской области 4-го созыва, занимал должность заместителя председателя Законодательного собрания Ленинградской области.
В декабре 2011 года избран депутатом Законодательного собрания Ленинградской области 5-го созыва по Свирскому одномандатному избирательному округу № 11. В июне 2012 года избран председателем Законодательного собрания Ленинградской области.
В ноябре 2014 года решением Конференции ПАСЗР в Вологде избран Председателем Парламентской Ассоциации Северо-Запада России (решение XLVII Конференции ПАСЗР от 13.11.2014). Председатель комиссии Совета законодателей Российской Федерации при Федеральном Собрании Российской Федерации по вопросам экономической и промышленной политики.
22 августа 2013 года избран секретарем регионального отделения партии «Единая Россия».
Входит в состав постоянных комиссий по регламенту и депутатской этике и по экологии и природопользованию. Работает на постоянной основе.

## Награды
Государственные награды:
- Медаль ордена «За заслуги перед Отечеством» II степени (29 декабря 2012) - за большой вклад в развитие российского парламентаризма и активную законотворческую деятельность[4].
- Орден Дружбы (21 мая 2024) - за активную законотворческую деятельность и многолетнюю добросовестную работу[5]

Прочие награды:
- Благодарность Президента Российской Федерации (7 апреля 2017) — за активное участие в общественно-политической жизни российского общества[6]
- Постановлением Президиума Совета судей Российской Федерации от 01.12.2014 года № 422 награждён медалью «150 лет судебной реформы в России».
- Памятная медаль «20 лет Законодательному собранию Ленинградской области» (2014) — в ознаменование двадцатилетия Заксобрания ЛО, награждён.
- Медаль «За доблестный труд» (Республика Крым, 7 апреля 2017 года) — за значительный личный вклад в становление Республики Крым, развитие социально-экономических и культурных связей между Ленинградской областью и Республикой Крым[7].
- Медаль «МПА СНГ. 25 лет» (27 марта 2017 года, Межпарламентская ассамблея СНГ) — за заслуги в деле развития и укрепления парламентаризма, за вклад в развитие и совершенствование правовых основ функционирования Содружества Независимых Государств, укрепление международных связей и межпарламентского сотрудничества[8].